# Aéroport de Grand-Case Espérance
Pour les articles homonymes, voir CCE.
L'aéroport de Grand-Case Espérance (code IATA : SFG • code OACI : TFFG) est situé à Grand-Case, dans la partie française de l'île franco-néerlandaise de Saint-Martin aux Antilles. Il est utilisé par les avions de taille moyenne, les plus gros avions atterrissant sur l'aéroport international Princess Juliana dans la partie néerlandaise de l'île.

## Situation
Aéroports de la France d’outre-mer
| Tahiti Bora Bora Cayenne Pointe à Pitre Fort de France Moorea Nouméa · Magenta Nouméa · La Tontouta Wallis La Réunion · St Denis Saint-Pierre · Pierrefonds Mayotte St Martin-Espérance |

## Compagnies et destinations

### Vols réguliers
La plupart des destinations sont vers les départements et territoires français des Antilles.
| Compagnies              | Destinations                                                                   |
| ----------------------- | ------------------------------------------------------------------------------ |
| Air Antilles            | Guadeloupe - Maryse Condé                                                      |
| Air Caraïbes            | Guadeloupe - Maryse Condé, Martinique A. Césaire                               |
| St Barth Commuter       | Saint-Barthélemy Charter : Dominique-Canefield                                 |
| Trans Anguilla Airways  | Charter : Anguilla-Clayton J. Lloyd                                            |
| West Indies Helicopters | Charter:Anguilla-Clayton J. Lloyd, Guadeloupe - Maryse Condé, Saint-Barthélemy |

Édité le 27/10/2022

### Taxi
- Airawak : Fort-de-France

## Statistiques

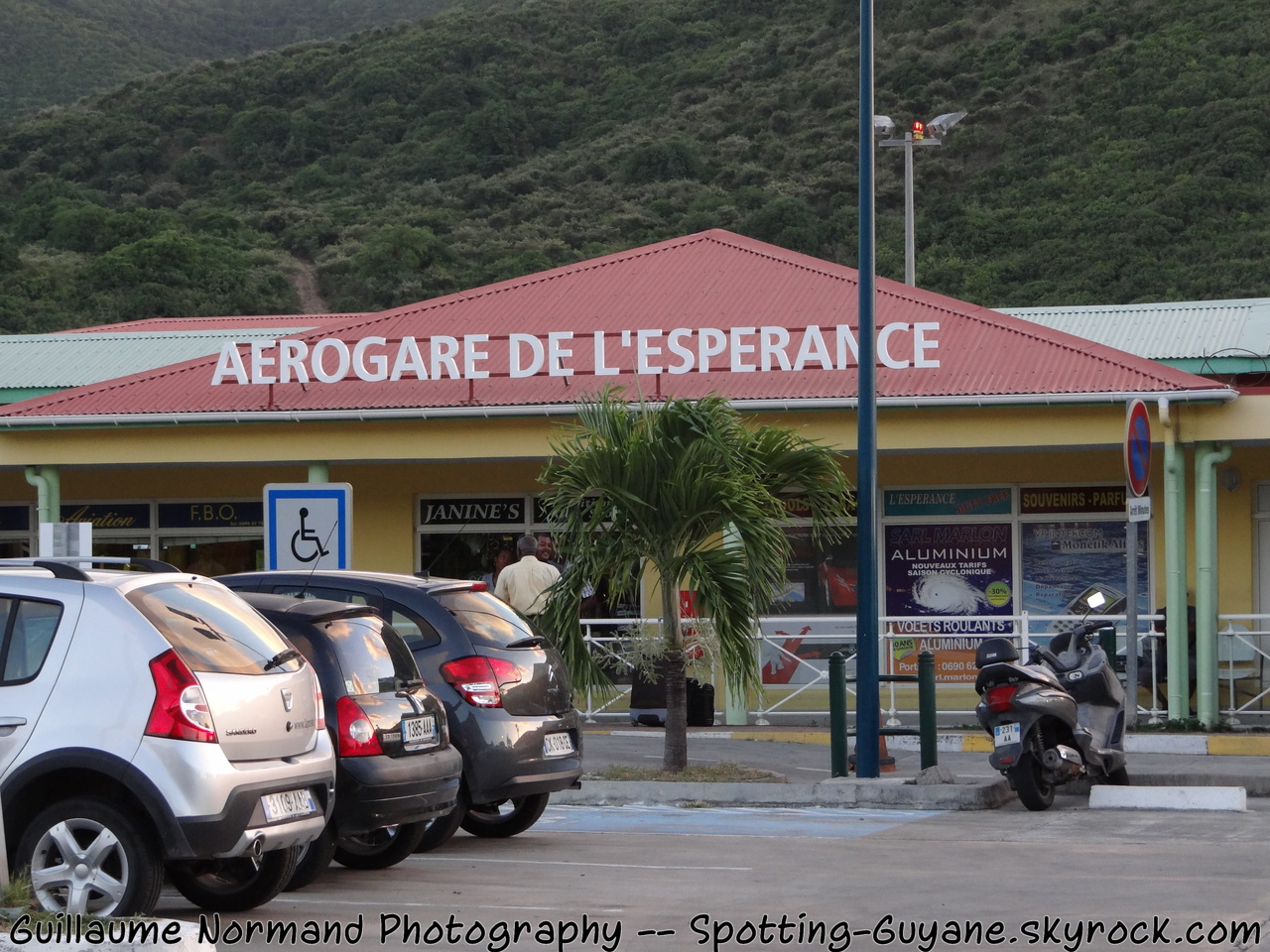

Pour des raisons techniques, il est temporairement impossible d'afficher le graphique qui aurait dû être présenté ici.

Voir la requête brute et les sources sur Wikidata.
Source : site aéroport.fr.